# Panama City
Panama City ist eine Stadt und zudem der County Seat des Bay County im US-Bundesstaat Florida mit 32.939 Einwohnern (Stand: 2020).

## Geographie
Panama City grenzt an die Städte Springfield und Lynn Haven. Die Stadt liegt rund 140 Kilometer westlich von Tallahassee an der St. Andrews Bay, die einen Teil des Intracoastal Waterway entlang der Golfküste bildet.
Die Stadt ist das Zentrum der Metropolregion Panama City (engl.: Panama City Metropolitan Statistical Area), die dem Bay County entspricht.

## Geschichte
Das Eisenbahnzeitalter in Panama City begann 1908 mit dem Bau der Bahnstrecke nach Dothan (Alabama) über Cottondale durch die Atlanta and St. Andrews Bay Railroad (ASAB). Seitdem bestand in Cottondale ein Knotenpunkt mit der damaligen Louisville and Nashville Railroad. Die ASAB ging 1994 in der Bay Line Railroad auf.

## Politik

### Demographische Daten
Laut der Volkszählung 2010 verteilten sich die damaligen 36.484 Einwohner auf 17.438 Haushalte. Die Bevölkerungsdichte lag bei 687,1 Einw./km². 71,6 % der Bevölkerung bezeichneten sich als Weiße, 22,0 % als Afroamerikaner, 0,5 % als Indianer und 1,6 % als Asian Americans. 1,3 % gaben die Angehörigkeit zu einer anderen Ethnie und 2,9 % zu mehreren Ethnien an. 5,1 % der Bevölkerung bestand aus Hispanics oder Latinos.
Im Jahr 2010 lebten in 27,9 % aller Haushalte Kinder unter 18 Jahren sowie 27,9 % aller Haushalte Personen mit mindestens 65 Jahren. 58,2 % der Haushalte waren Familienhaushalte (bestehend aus verheirateten Paaren mit oder ohne Nachkommen bzw. einem Elternteil mit Nachkomme). Die durchschnittliche Größe eines Haushalts lag bei 2,28 Personen und die durchschnittliche Familiengröße bei 2,91 Personen.
23,3 % der Bevölkerung waren jünger als 20 Jahre, 27,4 % waren 20 bis 39 Jahre alt, 27,5 % waren 40 bis 59 Jahre alt und 22,0 % waren mindestens 60 Jahre alt. Das mittlere Alter betrug 40 Jahre. 49,1 % der Bevölkerung waren männlich und 50,9 % weiblich.
Das durchschnittliche Jahreseinkommen lag bei 41.067 $, dabei lebten 16,8 % der Bevölkerung unter der Armutsgrenze.
Im Jahr 2000 war Englisch die Muttersprache von 93,89 % der Bevölkerung, spanisch sprachen 3,10 % und 3,01 % hatten eine andere Muttersprache.

### Städtepartnerschaft
Partnerstadt von Panama City ist seit 2003 die mexikanische Stadt Mérida, die Hauptstadt des Bundesstaats Yucatán.

## Kriminalität
Die Kriminalitätsrate lag im Jahr 2018 mit 446 Punkten höher als in 93,4 % der amerikanischen Städte. Es gab 2018 zwei Morde, vier Vergewaltigungen, 45 Raubüberfälle, 183 Körperverletzungen, 423 Einbrüche, 1467 Diebstähle, 260 Autodiebstähle und drei Brandstiftungen.

## Wirtschaft und Infrastruktur
WestRock betreibt in der Stadt ein Werk für Wellpappe.

### Verkehr
Die Stadt wird von den U.S. Highways 98 (SR 30A) und 231 (SR 75) sowie von den Florida State Roads 77, 327, 390 und 391 durchquert.
Der Schienengüterverkehr in Richtung Dothan (Alabama) über Cottondale wird von Bay Line Railroad durchgeführt.
Der Northwest Florida Beaches International Airport liegt rund 30 Kilometer nordwestlich der Stadt.

## US-Marine
Im Ort befindet sich das Naval Diving and Salvage Training Center der US-Marine mit dem zweitgrößten Hallenbad Amerikas.

## Sehenswürdigkeiten
Folgende Objekte sind im National Register of Historic Places gelistet:
- Governor Stone
- Robert L. McKenzie House
- A.A. Payne-John Christo, Sr. House
- St. Andrew School
- Sapp House
- Schmidt-Godert Farm
- Sherman Arcade
- SS Tarpon

## Sport

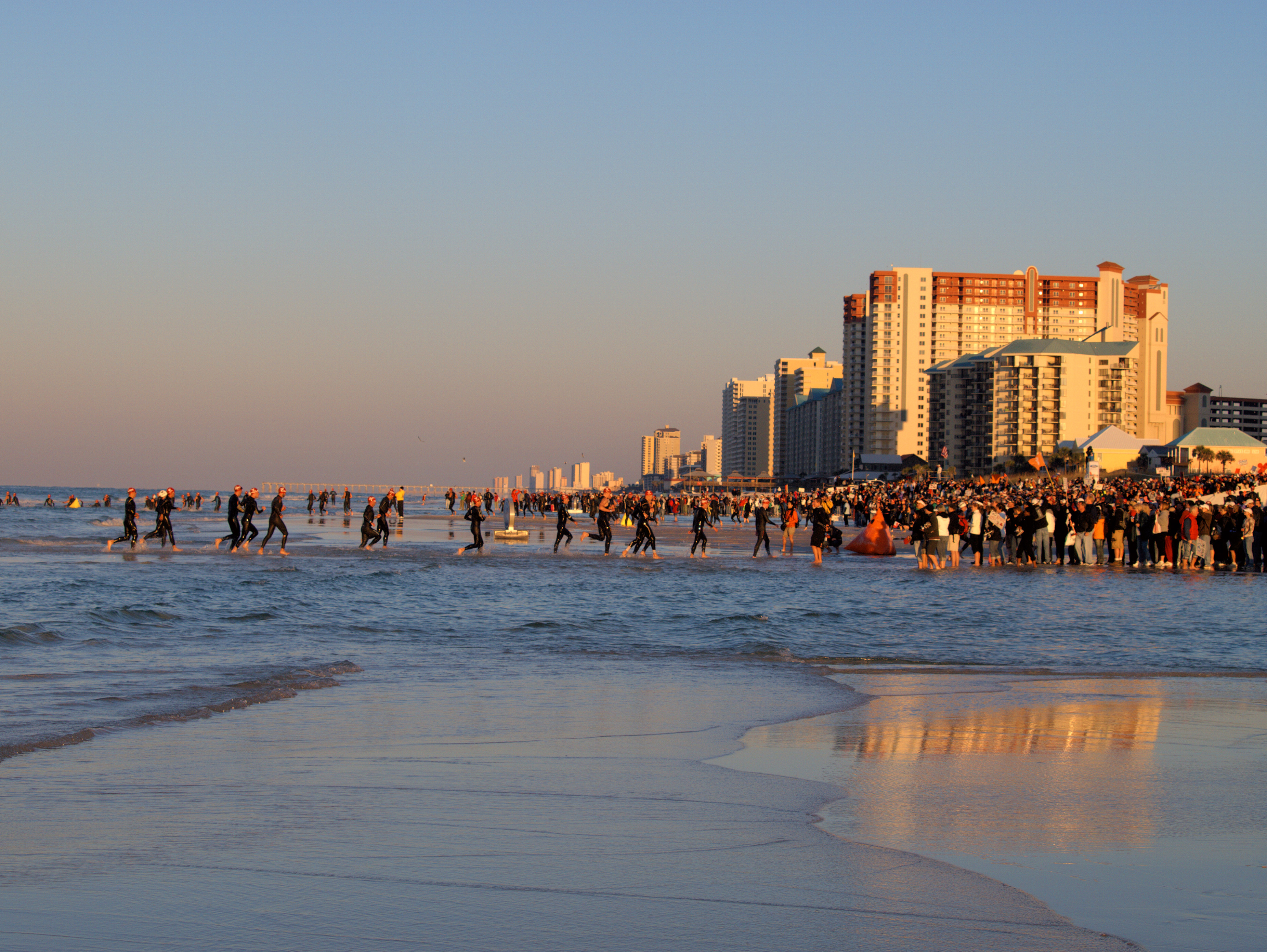
Ironman Florida (2010)

Seit 1999 wird hier jährlich im August mit dem Ironman Florida ein Triathlon über die Langdistanz (3,86 km Schwimmen, 180,2 km Radfahren und 42,195 km Laufen) ausgetragen.

## Söhne und Töchter
- Mike Campbell (* 1950), Gitarrist
- Janay DeLoach (* 1985), Leichtathletin
- Carrie Henn (* 1976), ehemalige Kinderdarstellerin
- John James (* 1949), American-Football-Spieler
- Samuel L. McCall (1940–1995), Physiker
- Jimmy Patronis (* 1972), Politiker
- Dan Peek (1950–2011), Musiker und Sänger
- Tom Shields (* 1991), Schwimmer
- Jon Villars (* 1963), Opernsänger